# Wendy Rådström
Wendy Julia Rådström, född 28 februari 1980 i Brännkyrka församling i Stockholm, är en svensk journalist och programledare. Hon har arbetat som reporter och producent för Fråga Olle, reporter för Nobelfesten 2007 (då sänt i TV4), programledare för Lattjo Lajban i TV4 och flera program i TV400. Hon är syster till Lucette Rådström.